# Cornel Dinu
Cornel Dinu (Târgoviște, 2 agosto 1948) è un ex calciatore, allenatore di calcio e dirigente sportivo rumeno, di ruolo difensore.
Dopo gli esordi nella squadra della sua città natale, Cornel Dinu ha svolto tutta la sua carriera nella Dinamo Bucarest, con la quale ha disputato 17 stagioni, vincendo 6 campionati e 2 Coppe di Romania.
Con la Nazionale romena ha disputato 75 partite, partecipando anche ai Mondiali di calcio Messico 1970.
Cornel Dinu ha anche pubblicato due libri sulla tattica calcistica.

## Palmarès

### Giocatore

#### Club
- Campionato rumeno: 6

Dinamo Bucarest:  1971, 1973, 1975, 1977, 1982, 1983
- Coppa di Romania: 2

Dinamo Bucarest: 1968, 1982

#### Individuale
- Calciatore rumeno dell'anno: 3

1970, 1972, 1974

### Allenatore
- Campionato rumeno: 1

Dinamo Bucarest:  2000
- Coppa di Romania: 2

Dinamo Bucarest: 2000, 2001

## Testi pubblicati
- Fotbal - Tactica azi - con Ion V. Ionescu
- Fotbal - concepţia de joc  - con Ion V. Ionescu